# Duché
Duché je priimek več oseb:
- Augustin Duché (1887-1959), francoski general
- Moïse-Edouard Duché (1891-1955), francoski general